# Полет 583 на „Чайна Ийстърн Еърлайнс“
Полет 583 на „Чайна Ийстърн Еърлайнс“ е международен пътнически полет от международното летище „Пекин Кепитъл“, Пекин, Китай, до международното летище „Лос Анджелис“, Лос Анджелис, Калифорния, Съединените американски щати, с междинно спиране в Шанхай, управляван от „Чайна Ийстърн Еърлайнс“. На 6 април 1993 г. член на екипажа неволно разгъва предкрилките на самолета, докато машината се изравнява след изкачване близо до Алеутските острови. Инцидентът довежда до смъртта на двама пътници и 156 ранени.
Докладът на Националния съвет за безопасност на транспорта установява, че дръжката, която се използва за задействане на предкрилките, е лошо проектирана и капитанът вероятно я премества неволно, докато изпълнява друга задача. Това довежда до извиване на носа и пилотът връща позицията на дръжката с достатъчно сила, но автопилотът се изключва, което предизвиква рязко движение на стабилатора. Самолетът започва да се колебае нагоре и надолу поради прекомерната корекция на пилота, докато е стабилизиран в нормално състояние. Силното накланяне причинява наранявания на пътниците, които или не са с предпазни колани, или те са разхлабени. Предполага се, че броят и степента на нараняванията се дължи на това, че някои от пътниците са на пътеката в този момент.
Други допринасящи фактори за инцидента включват липсата на обучение на пилота за възстановяване на разстроената височина на голяма надморска височина, характеристиките на силата на управление на крейсерска височина и влиянието на системата за предупреждение за срив, която се включва и изключва по време на такива колебания.